# 比爾門施托夫

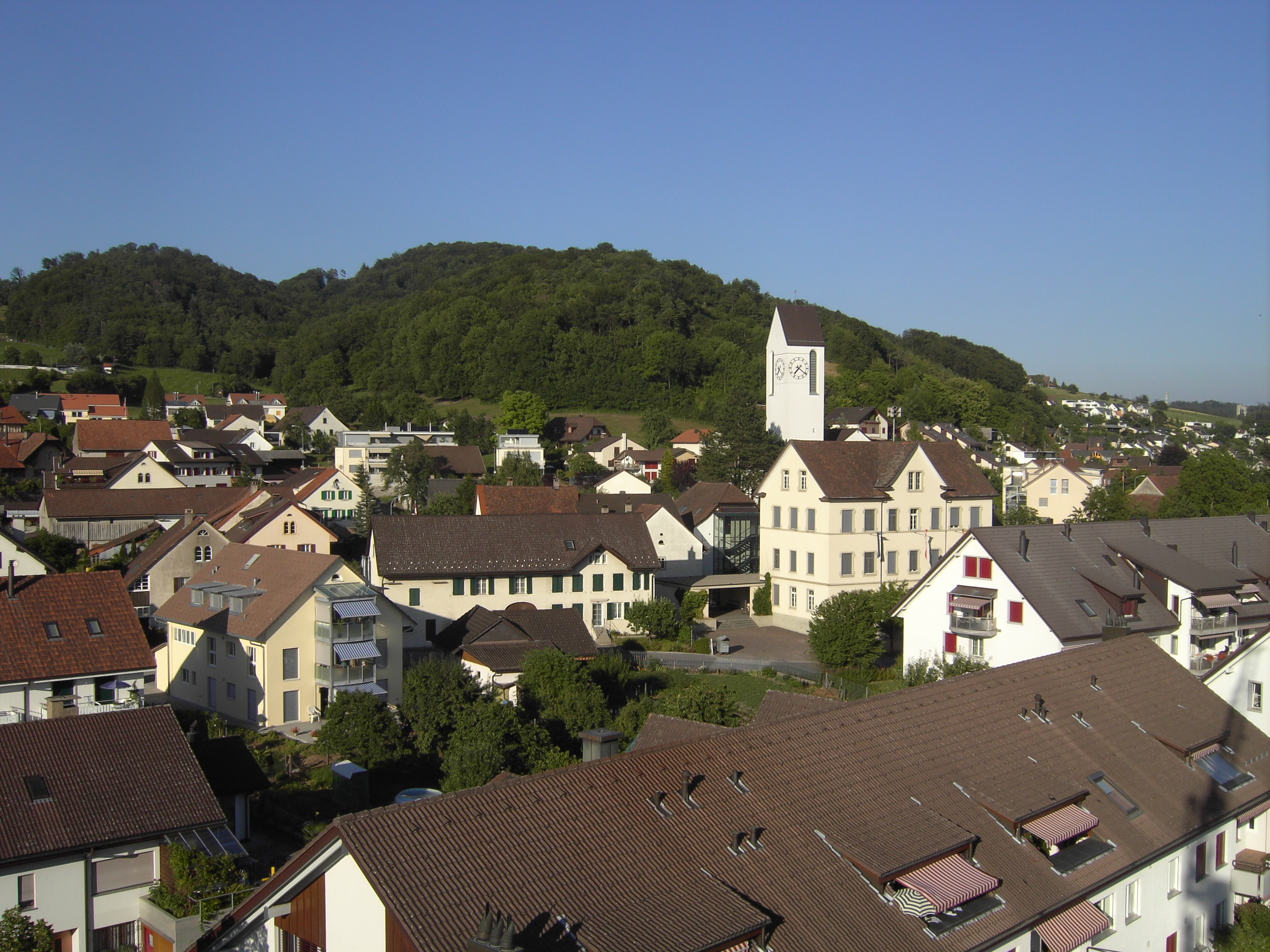

比爾門施托夫是瑞士的城鎮，位於該國北部，由阿爾高州負責管轄，面積7.79平方公里，海拔高度382米，2012年人口2,664，一半人口信奉羅馬天主教，人口密度每平方公里342人。

## 外部連結
- Official homepage of the municipality of Birmenstorf （页面存档备份，存于）
- Homepage of the viticulture cooperative （页面存档备份，存于）